# Forth (Eckental)
Forth ([fɔʁt] ⓘ) ist ein Gemeindeteil des Marktes Eckental im Landkreis Erlangen-Höchstadt (Mittelfranken, Bayern). Die Gemarkung Forth hat eine Fläche von 3,065 km². Sie ist in 1309 Flurstücke aufgeteilt, die eine durchschnittliche Flurstücksfläche von 2341,49 m² haben. In ihr liegt neben dem namensgebenden Ort der Gemeindeteil Frohnhof.

## Geographie
Das Pfarrdorf grenzt östlich an den Gemeindeteil Büg. Rund 200 m nördlich liegt Frohnhof, östlich Ebach und im Süden Eckenhaid. Durch den Ort führt die Bundesstraße 2 als Forther Hauptstraße.

## Geschichte
Die Gründung der Orte Forth (Bauerngut) und Büg (herrschaftliches Rittergut) durch die Reichsfreiherren von Gotzmann erfolgte zwischen 1050 und 1150. Das Rittergut Büg ging 1611 in den Besitz der Herren von Bünau über. Im Jahr 1925 erfolgte der politische Zusammenschluss von Forth und Büg. Über Jahrhunderte förderte die jüdische Gemeinde die Entwicklung Forths zu einem bedeutenden Handelszentrum im Erlanger Oberland. Dieser Teil der Forther Geschichte endete mit der Deportation der jüdischen Bürger in der Pogromnacht am 11. November 1938 und mit der Zerstörung der Forther Synagoge. Die im Ort verbliebenden letzten Juden mussten ihre Häuser im Zuge der sog. Arisierung weit unter des Verkehrswerts verkaufen. 
Am 1. Oktober 1971 wurde Oberschöllenbach nach Forth eingemeindet.
Am 1. Juni 1972 wurde Frohnhof von Pettensiedel nach Forth umgemeindet. Am 1. Juli 1972 wurde die Gemeinde Forth im Zuge der Gebietsreform in Bayern in die neugebildete Großgemeinde Eckental eingegliedert.

## Baudenkmäler
- Büger Schloss, zweigeschossiger Sandsteinquaderbau aus dem 18. Jahrhundert
- Bünausches Herrenhaus (Forther Hauptstraße 33) ab 1749 Herrenhaus des Heinrich von Bünau, ab 1802 Gasthaus
- Evangelisch-lutherische Pfarrkirche St. Anna, Saalkirche von 1520
- kath. Kreuzerhöhungskirche (Forth)

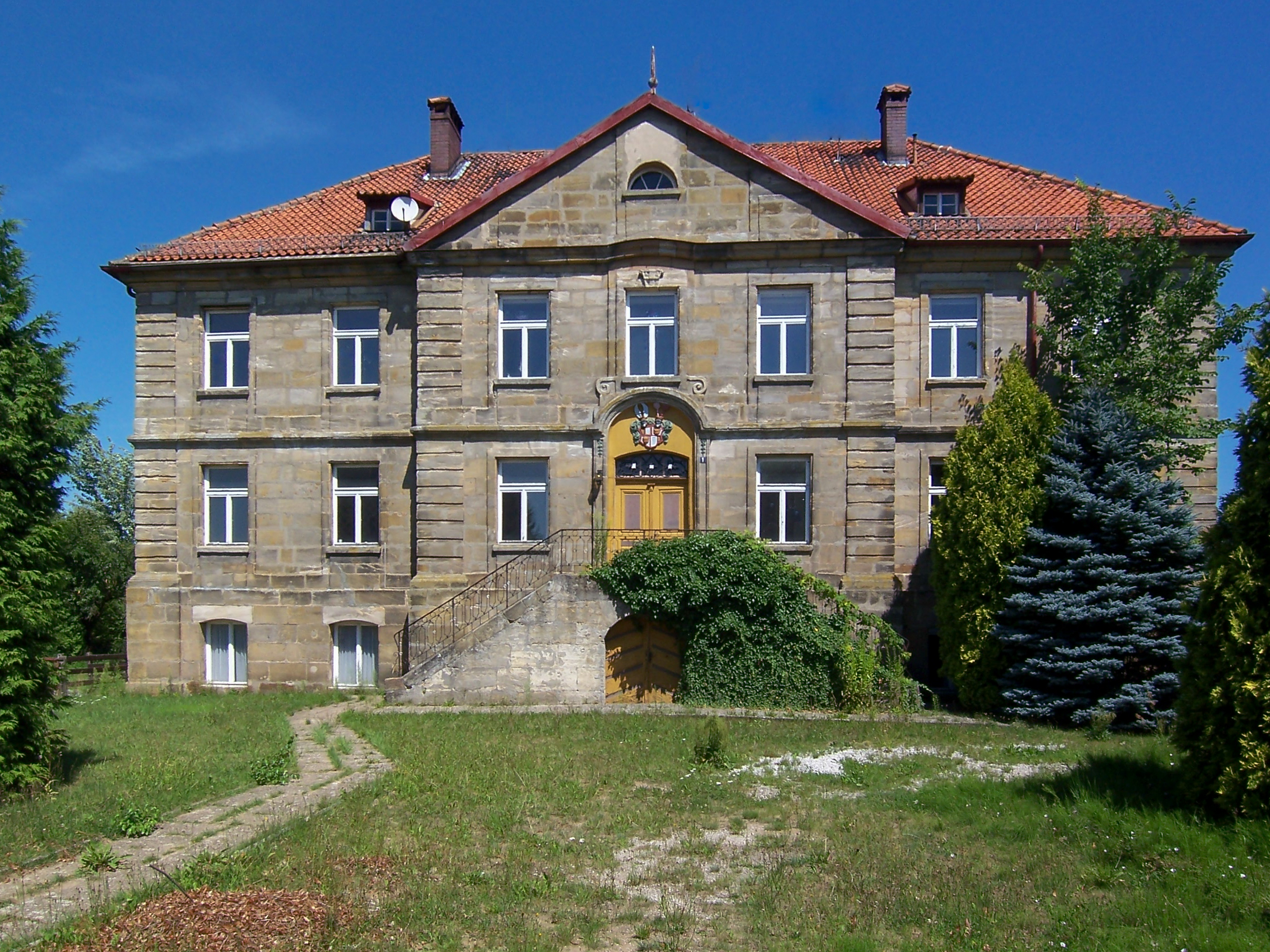
Schloss Büg
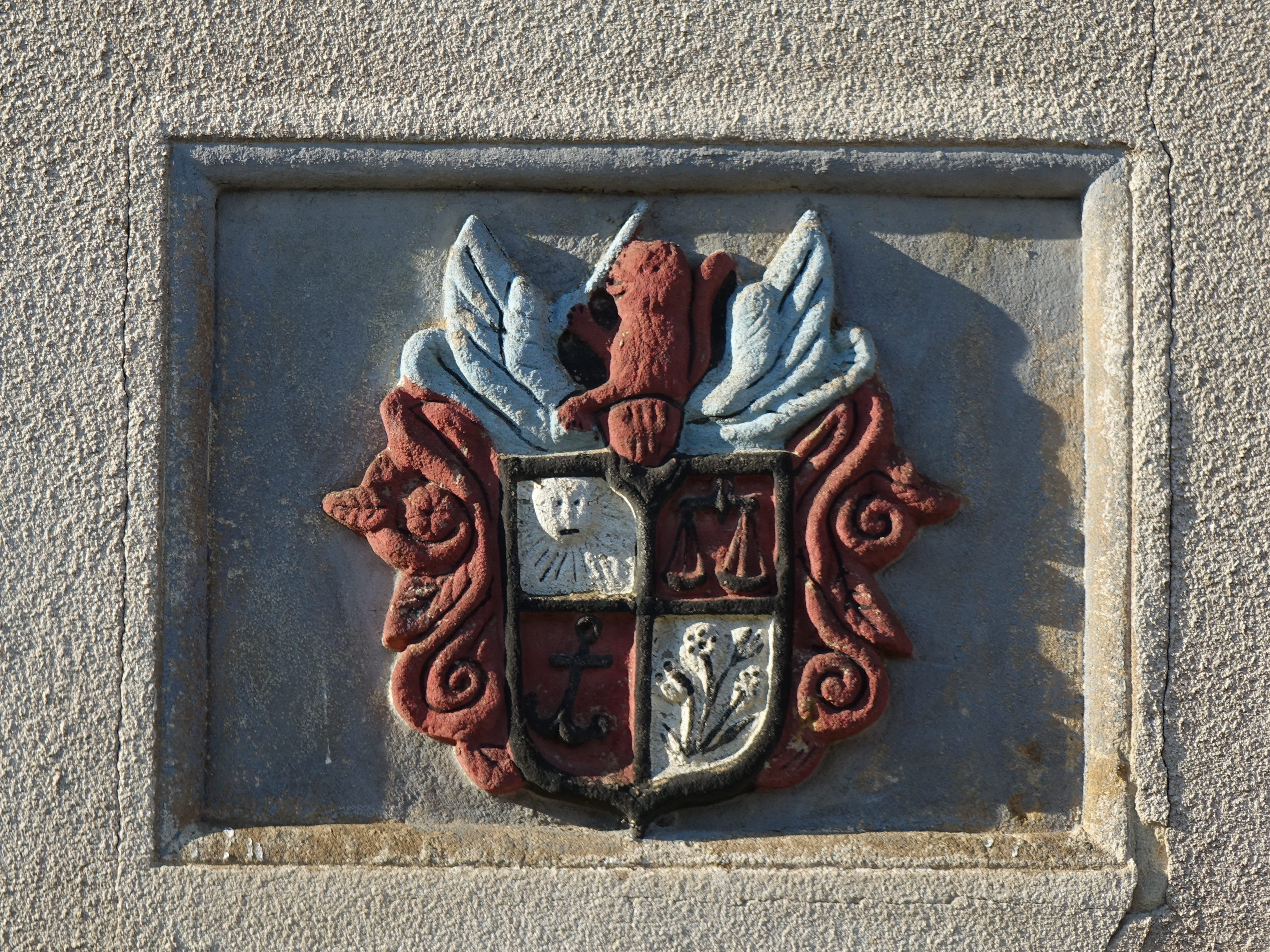
Wappenstein in der Bügstraße
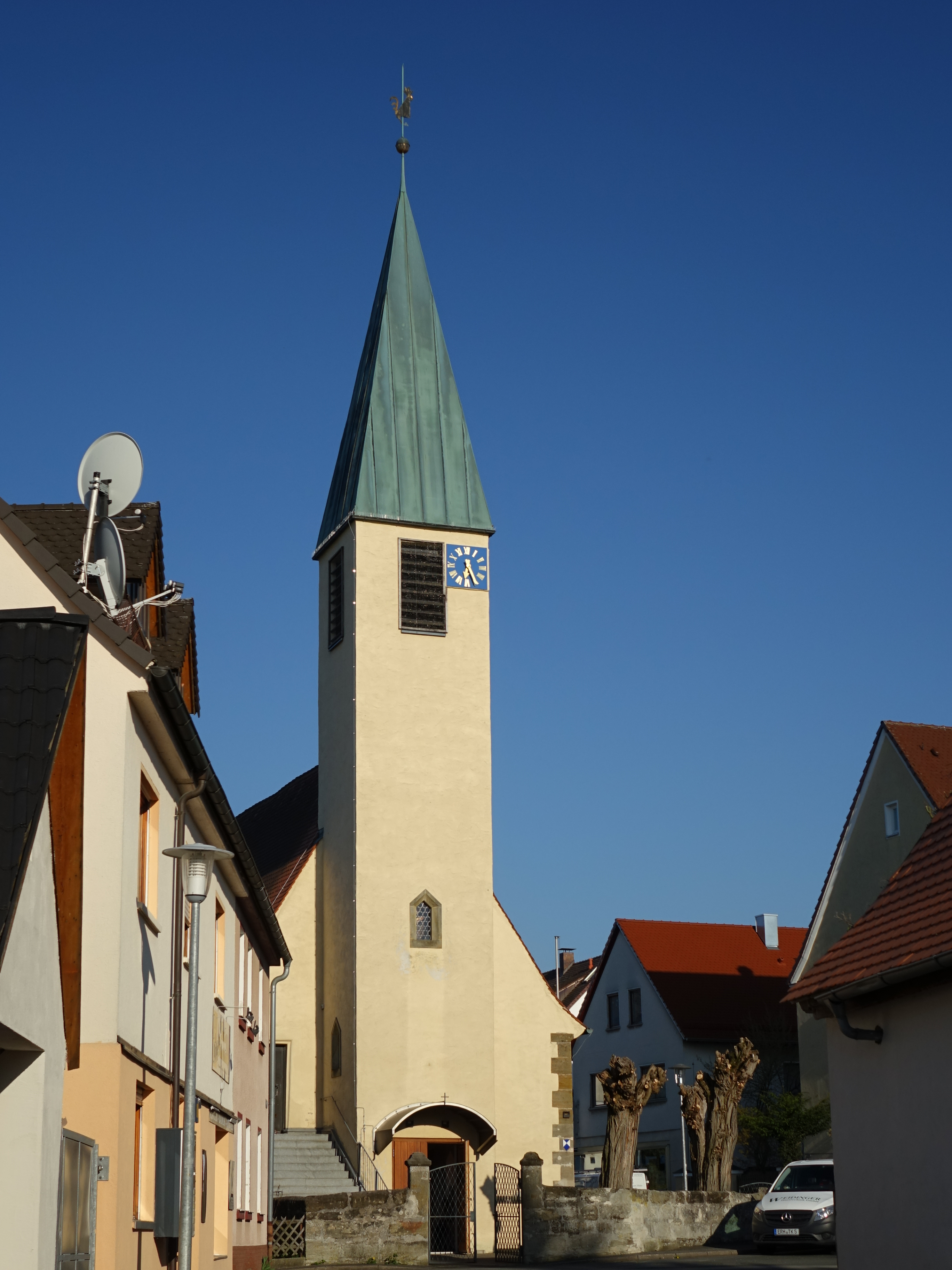
Pfarrkirche Sankt Anna
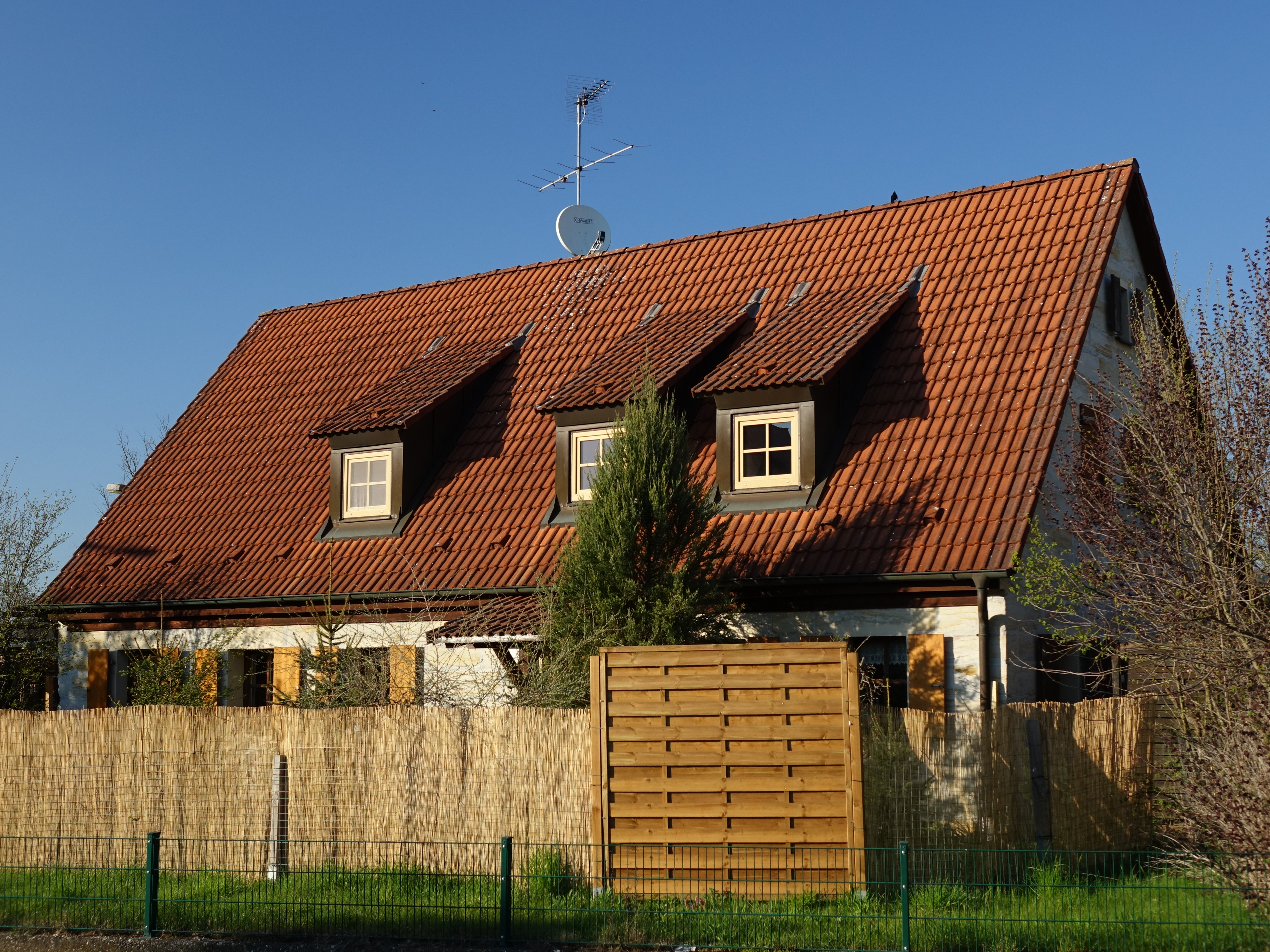
Wohnhaus in der Forther Hauptstraße

## Söhne und Töchter des Ortes
- Alfred Abraham Gerngroß (1844–1908), Kaufhausbesitzer
- Lee Kohlmar (1873–1946), Schauspieler
- Fitzgerald Kusz (* 1944), Schriftsteller und Satiriker